# Musica sinfonica
Musica sinfonica is een compositie van Zweed Edvin Kallstenius. Kallstenius was een buitenbeentje binnen de Zweedse klassieke muziek. Zijn werk week af van wat graag gehoord werd aldaar. Zijn vijf symfonieën en sinfonietta’s werden nauwelijks populairder dan zijn andere werken. In februari 1959 rondde hij zijn Musica sinfonica (symfonische muziek) af, nadat hij al een eerdere versie volledig had herschreven. Net als in zijn symfonieën en sinfoniettas is er sprake van een driedelige opzet:
1. Allegro marcato e con brio
2. Adagio poco religioso
3. Allegro ordinario, ma brioso.

En net als die werken in genoemde genres werd het geen succes. De vraag is of het werk ooit op een lessenaar heeft gelegen, totdat het in 2007 werd opgenomen.   